# Bokheung-myeon
Bokheung-myeon (koreanska: 복흥면) är en socken i kommunen Sunchang-gun i provinsen Norra Jeolla i den sydvästra delen av Sydkorea, 240 km söder om huvudstaden Seoul.